# گئورگی آنگلوف
گئورگی آنگلوف (بلغاری: Георги Иванов Ангелов؛ زادهٔ ۱۲ نوامبر ۱۹۹۰) بازیکن فوتبال اهل بلغارستان است.
از باشگاه‌هایی که در آن بازی کرده است می‌توان به باشگاه فوتبال لفسکی صوفیه اشاره کرد.
وی همچنین در تیم ملی فوتبال بلغارستان بازی کرده است.